# وليم دبليو. جونستون
وليم دبليو. جونستون (بالإنجليزية: William W. Johnstone)‏ (28 أكتوبر 1938، ميزوري في الولايات المتحدة - 8 فبراير 2004، نوكسفيل في الولايات المتحدة)؛ روائي أمريكي.